# جون وليامز (سياسي بريطاني)
جون وليامز (بالإنجليزية: John Lloyd Williams)‏ هو سياسي بريطاني (وحمل سابقاً جنسية المملكة المتحدة لبريطانيا العظمى وأيرلندا)، ولد في 1892، وتوفي في 31 ديسمبر 1982. حزبياً، نشط في حزب العمال. في الانتخابات العامة في المملكة المتحدة 1945 ‏، انتخب عضو برلمان المملكة المتحدة الـ38 عن دائرة Glasgow Kelvingrove (UK Parliament constituency) ‏ (5 يوليو 1945 – 3 فبراير 1950).